# Luigi Meduri
Luigi Giuseppe Meduri (Reggio Calabria, 19 marzo 1942) è un politico italiano.

## Biografia
Laureato in giurisprudenza, giornalista pubblicista, è stato funzionario dello Stato prima e della Regione poi.
Milita nella Democrazia Cristiana e nel 1975 diviene consigliere comunale a Reggio Calabria, ricoprendo la carica ininterrottamente fino al 1990 e rivestendo più volte l'incarico di Assessore comunale alla Pubblica Istruzione ed alla Cultura.
Eletto nel 1990 consigliere regionale per la Democrazia Cristiana, ricopre prima l'incarico di Segretario e in seguito quello di assessore regionale della Giunta presieduta da Donato Veraldi, con deleghe al Lavoro, alla Formazione professionale ed alla Pubblica Istruzione.
Riceve altresì diversi incarichi amministrativi di partito. In seguito aderisce al Partito Popolare Italiano.
Nelle elezioni regionali del 1995 diviene nuovamente consigliere tra le file del PPI e risulta eletto segretario dell'Ufficio di Presidenza del Consiglio regionale.

### Presidente della Regione Calabria

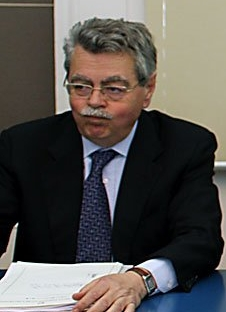
Luigi Meduri nel marzo del 2008

Il 22 gennaio del 1999 diventa presidente della Regione Calabria, a seguito di un "ribaltone" che determina la sostituzione della maggioranza di centrodestra e l'istituzione di un nuovo governo regionale di centrosinistra, guidato proprio dal popolare Meduri e sostenuto dai partiti de L'Ulivo.
Alle successive elezioni regionali del 2000, diviene nuovamente Consigliere regionale.
Lascia l'incarico nel 2001, quando viene eletto nelle liste de L'Ulivo alla Camera dei deputati, nel collegio uninominale di Locri.
Aderisce alla Margherita, nelle cui liste si candida al Senato della Repubblica nel 2006, non risultando eletto.

### Sottosegretario di governo
Nel corso di quella legislatura ha, tuttavia, ricoperto il ruolo di Sottosegretario al Ministero delle Infrastrutture, nel Governo Prodi II.
Aderisce poi al Partito Democratico, della cui Assemblea nazionale è attualmente membro.

### Vicende giudiziarie
Il 22 ottobre 2015 Meduri è stato coinvolto nell'ambito di un'indagine riguardante l'Anas.
Rinviato a giudizio, il 9 novembre 2018, il politico calabrese difeso dagli avv.ti Antonio Manago’ e Marco Gemelli, è stato assolto dal Giudice dell'udienza preliminare di Roma per non aver commesso il fatto.